# 김영미 (1957년)
김영미(金永美, 1957년 12월 3일 ~ 2024년 4월 25일)은 대한민국의 제7·8·9대 서울특별시 마포구의원이었다. 출신은 서울특별시이다.

## 학력
- 수도사대부고 졸업
- 서울세종고등학교 졸업
- 영남사이버대학교 졸업

## 경력
- 손혜원 국회의원 사무국장
- 마포구청 구청장 직소민원실장
- 정청래 국회의원 비서관
- 2014.07 ~ 2018.06 제7대 서울특별시 마포구의회 의원
- 2014.07 ~ 2016.07 제7대 서울특별시 마포구의회 전반기 운영위원회 위원장
- 2014.07 ~ 2016.07 제7대 서울특별시 마포구의회 전반기 복지도시위원회 위원
- 2014.07 ~ 2016.07 제7대 서울특별시 마포구의회 전반기 예산결산특별위원회 위원
- 2016.07 ~ 2018.06 제7대 서울특별시 마포구의회 후반기 복지도시위원회 위원
- 2016.07 ~ 2018.06 제7대 서울특별시 마포구의회 후반기 예산결산특별위원회 위원
- (사)환경보호 국민운동본부 마포지부 여성위원장
- 민주평화통일자문회의 자문위원
- 서울특별시당 교육연수위원회 부위원장
- 문재인 대통령 후보 서울특별시 마포구 을 지역위원회 선거대책위원회 성평등본부장
- 더불어민주당 서울특별시 마포구 을 지역위원회 사무국장
- 2018.07 ~ 2022.06 제8대 서울특별시 마포구의회 의원
- 2018.07 ~ 2020.07 제8대 서울특별시 마포구의회 전반기 복지도시위원회 위원장
- 2020.07 ~ 2022.06 제8대 서울특별시 마포구의회 후반기 의회운영위원회 위원
- 2020.07 ~ 2022.06 제8대 서울특별시 마포구의회 후반기 복지도시위원회 위원
- 2022.07 ~ 2024.04 제9대 서울특별시 마포구의회 전반기 의장

## 수상
- 서울시 구의장협의회 의정대상 수상
- 전국시군자치구의회 의장협의회 의정봉사상 수상

## 역대 선거 결과
|  | 14.00% |

|  | 43.68% |

|  | 62.39% |

|  | 0% |